# Awyi jezik
Awyi jezik (awje, awji, awye, njao, nyao; ISO 639-3: auw), jezik borderske (granične) porodice papuanskih jezika koji se govori na indonezijskoj strani Nove Gvineje u regenciji Jayapura.
Pripada skupini taikat. Nije isto što i auye [auu].

## Vanjske poveznice
- Ethnologue (14th)
- Ethnologue (15th)